# Danum Eagles BC
Danum Eagles Basketball Club ist ein englischer Basketballverein aus Doncaster. Der Verein verfügt neben Jugendmannschaften Stand 2013 über ein Damenteam, das in der zweiten englischen Division antritt. Die Ursprünge des Vereins gehen auf die Doncaster Panthers zurück, die 1954 gegründet wurden und deren Herrenmannschaft zwischen 1973 und 1985 in der höchsten nationalen Spielklasse National Basketball League (NBL) spielten. In dieser Liga erreichte die Herrenmannschaft das Double aus Meisterschaft und Pokal. Die Herrenmannschaft der Eagles traten 1993 der British Basketball League (BBL) bei, die als geschlossene Liga nunmehr die höchste nationale Spielklasse bildete. In der BBL firmierte die Herrenmannschaft der Eagles als Panthers, bevor sie nach drei Jahren 1996 wieder zurückzogen und noch bis 2001 in den unteren Division der NBL spielten. Im Seniorenbereich blieb daher seitdem nur das Damenteam übrig. Der Vereinsname Danum Eagles gründet sich auf die Danum Academy, die wiederum ihren Namen vom alten römischen Namen Danum für die Stadt Doncaster herleitet.

## Historie
Die Doncaster Panthers wurden 1954 auf Initiative von Morris Wordsworth gegründet und spielten zunächst in der Sporthalle der Balby High School. 1965 formierte sich ein Damenteam. Die Herrenmannschaft erreichte 1973 den Aufstieg in die höchste Spielklasse NBL, die ein Jahr zuvor gegründet worden war. Hier firmierte die Mannschaft zunächst als Wilson Panthers und spielte im „Adwick Leisure Centre“. Später spielte man auch in Sheffield im „Concord Sports Centre“. Unter dem neuen Namen Team Ziebart gewann man 1979 die Meisterschaft sowie den englischen Pokal. Das Pokalendspiel erreichte man in den folgenden beiden Jahren als John Carr Panthers, ohne es erneut gewinnen zu können. Nachdem man bereits am Korać-Cup 1975/76 teilgenommen hatte, war man auch für den Europapokal der Pokalsieger 1979 und 1980 qualifiziert, wo man jeweils vor Erreichen der Gruppenphase ausschied. Nachdem man 1979 in der ersten Runde ausschied wie auch 1975 im Korać-Cup, erreichte man 1980 per Freilos das Achtelfinale, in dem man gegen den französischen Vertreter SCM Le Mans ausschied. 1985 stellten die Panthers ihren Spielbetrieb ein.
1989 erreichten die Eagles den Aufstieg in die zweite englische Division und gleich darauf den Durchmarsch in die erste Division. Nach Gründung der BBL als geschlossener Liga 1987 durch die besten Vereine der vorherigen NBL war dies jedoch nicht die höchste nationale Spielklasse mehr. 1992 nannte man sich in Kooperation mit Morris Wordsworth in Panthers um und bewarb sich um Aufnahme in die BBL, die ein Jahr später gewährt wurde. Hier spielte die Herrenmannschaft im „Dome Leisure Centre“ in Doncaster und blieb in dieser Liga jedoch nur drei Jahre, bevor sie sich wieder zurückzogen. Beste Platzierung war 1995 ein fünfter Platz nach der regulären Saison. 2000 erreichte die Herrenmannschaft noch einmal den Aufstieg in die zweite Division der NBL, bevor der Verein seine Herrenmannschaft komplett vom Spielbetrieb zurückzog.
Neben dem Damenteam betreibt der Verein auch eine aktive Jugendarbeit. Die vormaligen Panthers hatten bereits 1972 und 1975 den nationalen Pokalwettbewerb für Jugendmannschaften gewonnen. 2006 gewann eine Schulmannschaft der Danum Academy die englischen Meisterschaften.